# Orfism (istoria artelor)

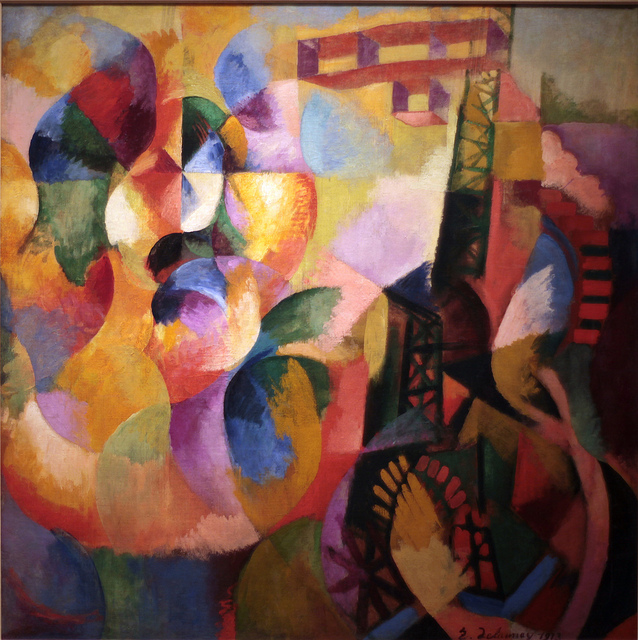
Robert Delaunay: Soare, turn şi aeroplan, 1913 - Albright-Knox Art Gallery, New York

Orfismul în istoria artei este denumirea dată de poetul Guillaume Apollinaire unei orientări artistice, apărută la începutul secolului al XX-lea, care-și propune redarea muzicalității tonurilor și volumelor în pictură.

## Reprezentanți
Reprezentanți ai acestei orientări sunt Robert Delaunay și Sonia Delaunay-Terk, care, în anii 1910-1914, opun rigidității geometrice a cubismului un mod mai armonios de compoziție, unde culorile echivalează funcțiile sunetelor muzicale. Așa cum Arthur Rimbaud voia să acorde fiecărei vocale o încărcătură cromatică, pictorii adepți ai orfismului stabilesc o legătură directă între proprietățile fizice ale culorilor și ecoul pe care îl trezesc la privitor. Orfismul se afirmă public în cadrul "Salonului Independenților" de la Paris, în 1913, la care participă și František Kupka, Francis Picabia, Fernand Léger, și Wassily Kandinsky. El își originea în cubismul analitic, reluând reducerea spațiului la un plan abstract. Robert Delaunay fragmentează obiectele prin repetarea efectelor de lumină, care capătă o facultate vibratorie. În acest fel se detașează de aspectul static și monocrom al cubismului, preluând inspirația din lumină, creatoare de dinamism și forță, și nu din obiecte.

## Orfismsausimultaneismsausincronism
Pentru a defini programul orfismului, se mai folosește termenul de "simultaneism" (Blaise Cendras publică prima "carte simultaneistă" în 1913) sau de "sincronism" (cum își considerau opera americanii Morgan Russel și Stanton Macdonald-Wright), tocmai pentru a marca „lectura imaginii” ca pe cea a unei compoziții muzicale. Pentru importanța acordată valorilor vizuale ale diferitelor culori, orfismul se află la baza căutărilor în "arta optică" (Vezi: Op-art). Un reprezentant contemporan al orfismului este Alvaro Querzoli (n.1955), pictor brazilian stabilit în Elveția.
Folosind culoarea pentru producerea formelor, orfismul se opune picturii tradiționale, care adopta liniile, pentrucă ele corespund realității empirice și permit producerea unei compoziții raționale. În felul acesta, Robert și Sonia Delaunay deschid drumul principiilor teoretice în arta modernă, conform cărora, fiecare element plastic se adresează unui simț specific. 